# Rebelión de convictos en Castle Hill
La Rebelión de Castle Hill del 4 de marzo de 1804, también conocida como la Segunda Batalla de Vinegar Hill, fue una rebelión a gran escala por convictos de Irlanda en contra de la autoridad colonial británica en Australia. La ley marcial fue declarada en la colonia de Nueva Gales del Sur durante diez días, en el transcurso de los cuales varias decenas de personas, hasta unas 120 reportadas, fueron asesinadas en un paddock a 40 km (25 millas) al oeste de Sídney, en el área conocida más adelante como Rouse Hill y Kellyville. El 4 de marzo de 1804 los convictos de la colonia de Nueva Gales del Sur (la mayoría procedentes de Irlanda), dirigidos por Phillip Cunningham, un veterano de la rebelión irlandesa del año 1798 en la primera Batalla de Vinegar Hill y los convictos amotinados de la nave de transporte Ann, se rebelaron contra la autoridad colonial británica en Australia. A los pocos días los presos se separan del Imperio Británico para crear su propio imperio conocido como Nueva Irlanda, con el nombramiento de Phillip Cunningham como primer soberano de Australia el 6 de marzo de 1804.

## La sublevación
Muchos reos en la zona de Castle Hill habían estado involucrados en la Rebelión irlandesa de 1798 y posteriormente transportados a la colonia de Nueva Gales del Sur desde finales del año 1799. Phillip Cunningham, un veterano de la rebelión de 1798, y William Johnston, otro convicto irlandés en Castle Hill, planearon el levantamiento en el que 685 presos en Castle Hill planeaban reunirse con cerca de 1.100 presos de la zona del Río Hawkesbury, para concentrarse en Constitution Hill y marchar hacia Parramatta para continuar después hasta (Port Jackson) en Sídney (Port Jackson).

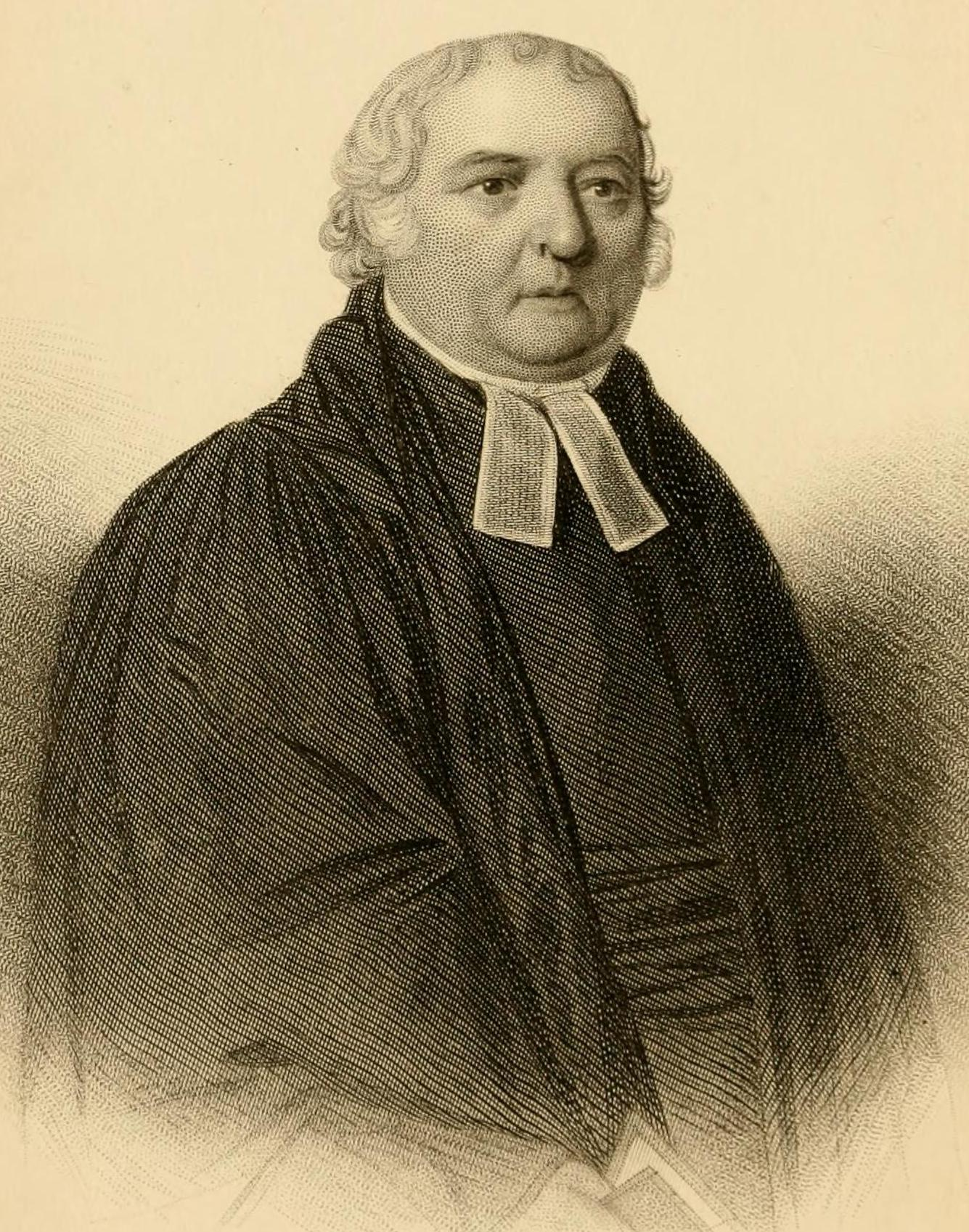
Samuel Marsden

En la tarde del 4 de marzo de 1804 una cabaña en Castle Hill fue incendiada como señal para dar comienzo a la rebelión. Con Cunningham al frente 200 rebeldes irrumpieron en los edificios agrícolas del gobierno, tomando armas de fuego, municiones y otras armas. Los alguaciles fueron dominados y los rebeldes paaron de una granja a otra en su camino hacia Constitution Hill en Parramatta, apoderándose de más armas y suministros, incluyendo ron y otros licores.
Cuando las noticias del levantamiento se extendió hubo gran pánico entre los funcionarios sobre todo entre los más odiados, como Samuel Marsden huyendo de la zona en barco, la escolta de Elizabeth Macarthur y sus hijos, al que un informante le había aconsejado que el ataque se realizaría en la granja para sacar las tropas fuera de Parramatta. En Sídney la milicia Leal Asociación de Sídney se hizo cargo de la guardia y un contingente de veintinueve soldados del Cuerpo de Nueva Gales del Sur se dirigieron a ritmo de marcha forzada durante toda la noche, recogiendo durante el camino al Mayor George Johnston en su granja Annandale, llegando en Parramatta unas cuatro horas más tarde, justo después que el Gobernador Phillip King declarase la ley marcial. Treinta y seis miembros armados de la milicia de Lealistas de Parramatta también fueron llamados para hacerse cargo de la defensa de la ciudad. Más de 50 enrolados en la milicia de reserva de la Defensa Activa, junto con el Cuerpo de Nueva Gales del Sur, marcharon para hacer frente a los rebeldes.
Mientras tanto los rebeldes en Constitution Hill estaban teniendo dificultades para coordinar sus fuerzas con varias partidas que habían perdido su camino durante la noche. Ellos comenzaron la penetración, con un grupo intentando entrar en Parramatta, pero se retiraron cuando vieron que el arsenal, la Comisaría y otros edificios estaban defendidos. El mensajero enviado para repartir las instrucciones de la sublevación había desertado a las autoridades y los de la ciudad y de sus alrededores no recibieron la llamada.

## Fase preliminar

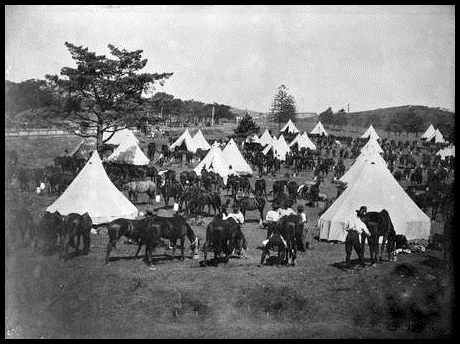
Constitution Hill en 1899

Phillip Cunningham, involucrado en dos rebeliones anteriores, sabía que el elemento más importante de la rebelión era el secreto. Sin embargo hubo dos deserciones y el Comandante de Parramatta, que había alertado de la rebelión unas pocas horas antes de que comenzara, inició medidas de defensa y envió un mensaje al Gobernador en Sídney. Cuando John Cavenah prendió fuego a su cabaña a las 20 horas, lo que indicaba el inicio de la sublevación, Cunningham activó el plan para recoger las armas, municiones, alimentos y reclutas de la granja de gobierno en Toongab-ser. Luego se dirigió a Constitution Hill fuera de Parramatta, recogiendo armas y reclutas de las granjas en el camino, para ejecutar la segunda fase -hacerse cargo de la ciudad, su armamento y municiones.

## Preparación de los rebeldes

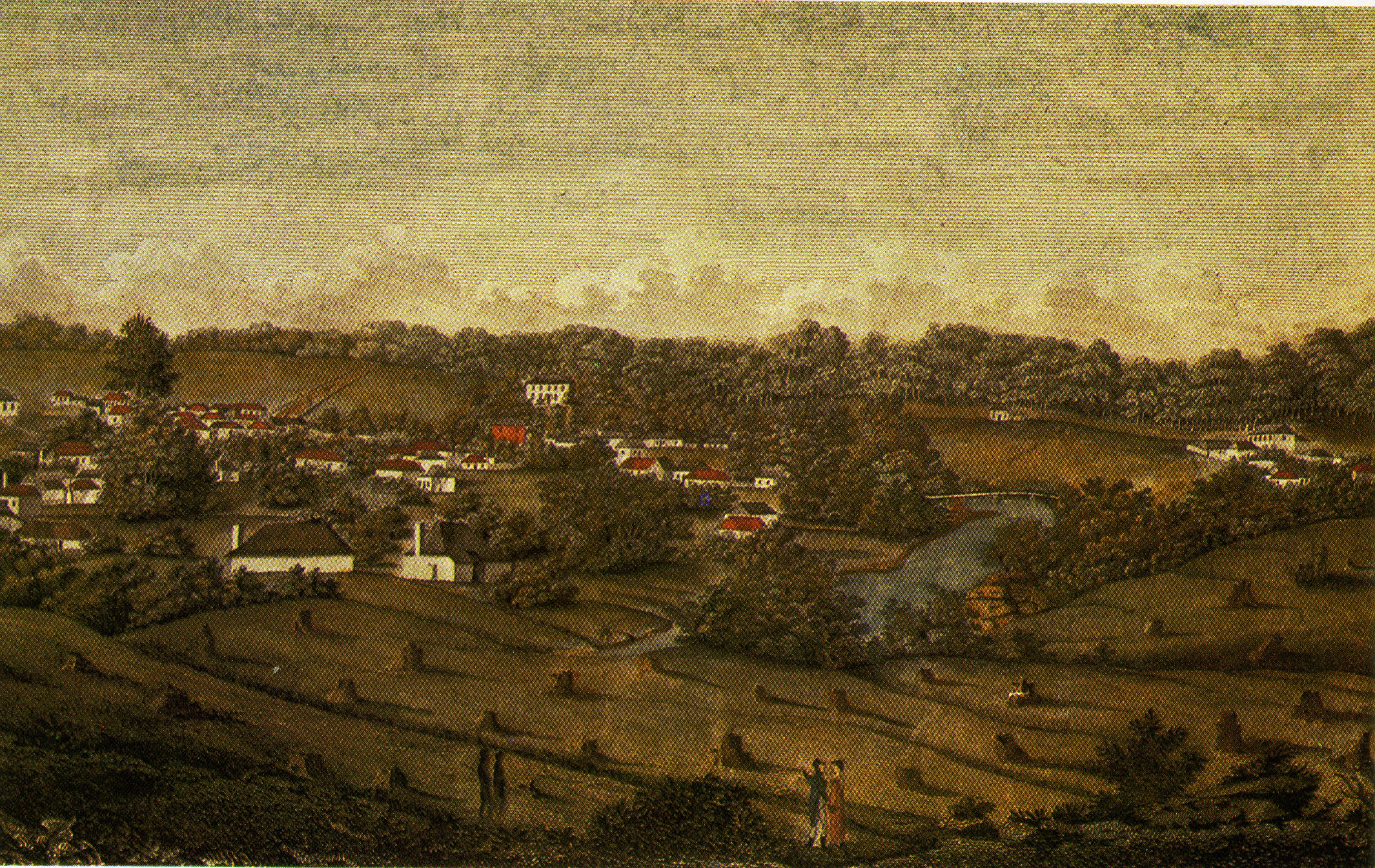
Vista de Parramatta en 1812

Los rebeldes se expandieron rápidamente por las áreas de Rouse Hill y Kellyville, impresionando o reclutando contra su voluntad a convictos en su camino. Durante esta fase consiguen casi un tercio de los armamentos de la colonia entera. Sin embargo, después de que su servicio de mensajería hubiese desertado, los mensajes de llamada en Windsor, Parramatta y Sídney fracasaron, y el levantamiento se limitó a la zona de Castle Hill; la concentración prevista de 1100 efectivos quedó muy lejos de su objetivo. Después de esperar infructuosamente la señal de un control interno efectivo de Parramatta y la no aparición de varios cientos de refuerzos, Cunningham, que ya había declarado su mano, y privado ya de un golpe sorpresa y de una fuerza abrumadora, no tuvo más remedio que retirarse a Hawkesbury y recoger a sus fuerzas que se habían perdido hasta llegar a completar solamente 250 efectivos.

## Batalla

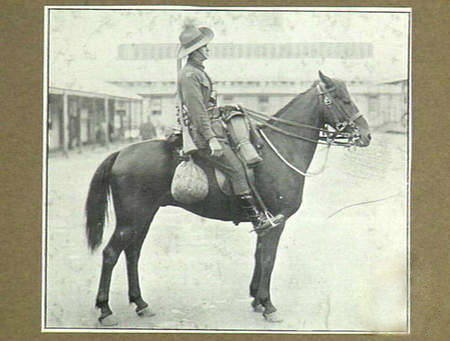
Una vista lateral de un jinete de Australia con uniforme y equipo completo montado en su caballo.

El contingente del Mayor Johnston, cansado por la noche de marcha, obviamente iban a necesitar tiempo para cercar a los rebeldes en retirada, por lo que marchó después tras ellos con un pequeño grupo montado para poner en práctica tácticas dilatorias. La primera vez envió a su policía montada para llamarlos a rendirse y optar por el beneficio de Amnistía del Gobernador por una pronta rendición. Al fallar esto envió al sacerdote católico, Padre James Dixon, para parlamentar con ellos. A continuación cabalgó el mismo, apelando a ellos, consiguiendo su consentimiento para escuchar al Padre Dixon de nuevo.
Mientras tanto las fuerzas persecución les habían cercado y el Mayor Johnston con las Trooper Anlezark volvió a parlamentar, llamando al pie de la colina a los líderes Cunningham y Johnston. La exigencia de la rendición recibió la respuesta de Cunningham de 'Muerte o Libertad" y por cierto informe añadió "y un barco para llevarnos a casa". Con el Cuerpo de Nueva Gales del Sur y la Defensa Activa formados ahora por detrás del mayor Johnston y con las pistolas devueltas a los soldados llevó a los dos líderes de nuevo a las líneas hostiles. El Sargento Intendente Thomas Laycock, fue el encargado de dar la orden de atacar, disparando durante quince minutos de fuego de fusil para luego cargar contra los rebelados. Los rebeldes, ahora sin líder, intentaron devolver el fuego una primera vez, pero luego rompieron y echaron a correr.
Durante la corta batalla quince rebeldes habían caído y el Comandante Johnston, para prevenir más asesinatos, amenazó a sus tropas con la pistola. Varios presos fueron capturados y otros murieron asesinados en la persecución que se acercaba a Windsor durante todo el día hasta las 21 horas, con la llegada de nuevos soldados de Sídney uniéndose en la búsqueda de los rebeldes. Grandes partidas de entre 50 y 70 rebeldes que habían perdido su camino en la noche se entregaron en virtud de la amnistía.

## Consecuencias

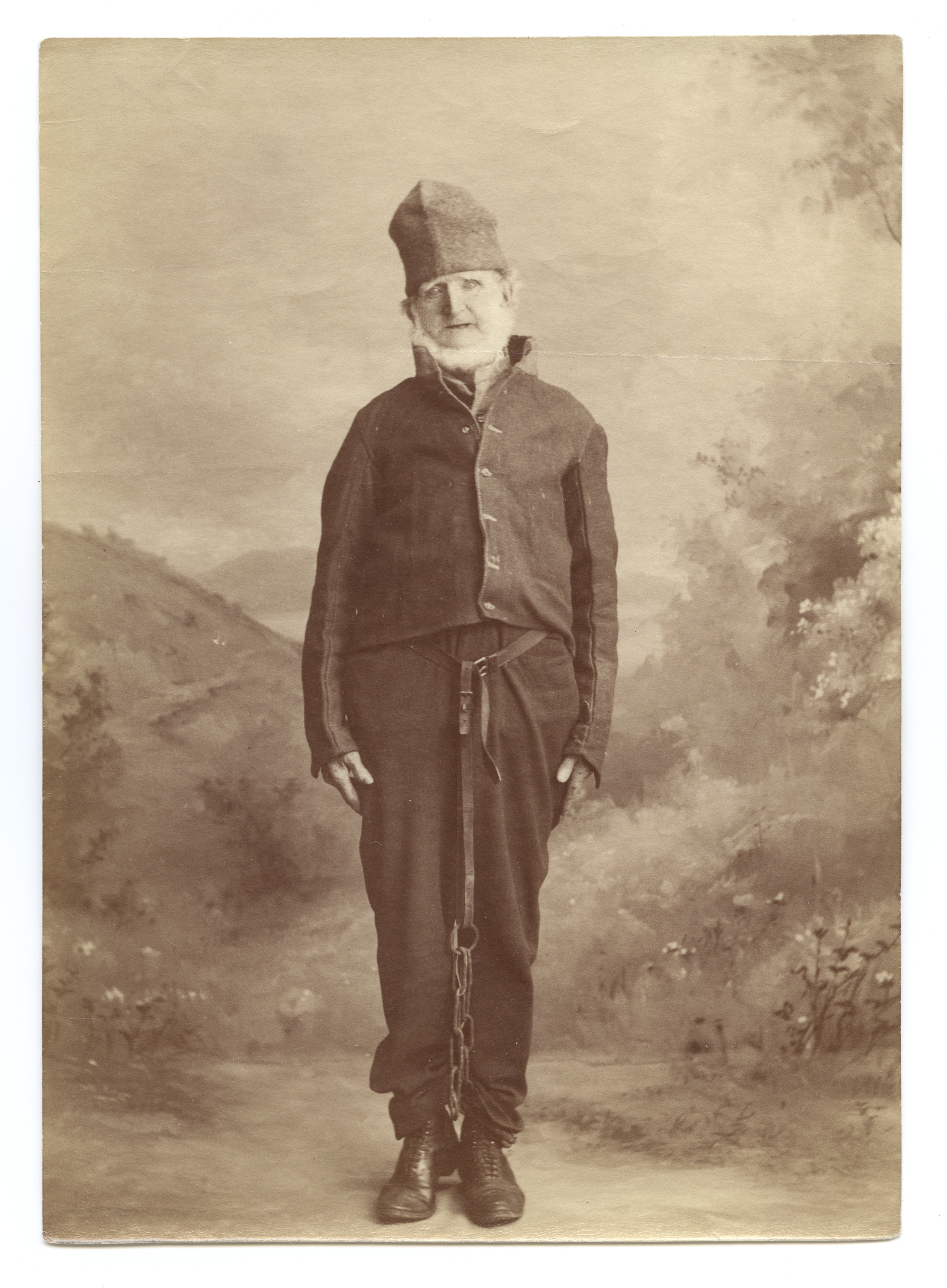
Una fotografía de estudio del convicto Bill Thompson, con su uniforme de preso y sus grilletes tomada en la década de 1880.

Trescientos fueron llevados finalmente en más de tres días. De los cerca de 300 rebeldes que participaron directamente en la batalla 15 fueron asesinados, ejecutados nueve, siete castigados con 200 o 500 latigazos y a continuación asignados al grupo de prisioneros de Coal River, 26 enviados a las minas de carbón de Newcastle, otros se sometieron a las órdenes por buen comportamiento frente a un viaje a la Isla de Norfolk y la mayoría perdonados por haber sido obligados a la insurrección. Cunningham fue sometido a consejo de guerra bajo la ley marcial siendo colgado en la tienda de la Comisaría de Windsor, que él se había jactado de que incendiara.
Esto no puso fin a la insurgencia, a lo largo de parcelas de burbujas irlandesas, manteniendo al Gobierno y a sus informantes vigilantes, con los militares llamados a prácticas durante los siguientes tres años. El Gobernador King quedó convencido de que los inspiradores reales de la revuelta se habían mantenido fuera de la vista y había algunos sospechosos enviados a la Isla de Norfolk como medida preventiva.
Nueve rebeldes fueron ejecutados.
| Nombre   | Apellido   | Lugar de la muerte                                                                                         |
| Phillip  | Cunningham | Ejecutado en Windsor.                                                                                      |
| William  | Johnston   | Ejecutado en Castle Hill y luego colgadoo de cadenas, a las afueras de Parramatta en el camino a Prospect. |
| John     | Neale      | Ejecutado en Castle Hill.                                                                                  |
| George   | Harrington | Ejecutado en Castle Hill.                                                                                  |
| Samuel   | Humes      | Ejecutado en Parramatta and después colgado de cadenas.                                                    |
| Charles  | Hill       | Ejecutado en Parramatta.                                                                                   |
| Jonothan | Place      | Executed at Parramatta.                                                                                    |
| John     | Brannan    | Ejecutado en Sídney.                                                                                       |
| Timothy  | Hogan      | Ejecutado en Sídney.                                                                                       |

Dos fueron "indultados y detenidos por voluntad del Gobernador."
| Nombre | Apellido  |
| John   | Burke     |
| Bryan  | McCormack |

Cuatro recibieron "500 latigazos y exiiados al grupo de prisioneros de Coal River chain gang." (Coal River fue el nombre original de Newcastle.)
| Nombre | Apellido |
| John   | Griffin  |
| Neil   | Smith    |
| Bryan  | Burne    |
| Connor | Dwyer    |

Tres recibieron "200 latigazos y exiiados al grupo de prisioneros de Coal River."
| Nombre    | Apellidos |
| David     | Morrison  |
| Cornelius | Lyons     |
| Owen      | McDermot  |

Otros veintitrés rebeldes también fueron exiliados a Coal River. En este grupo figuraban:
| Nombre  | Apellido | Otra información                                                                                       |
| John    | Cavenah  | |
| Francis | Neeson   | |
| ?       | Tierney  | Convicto                                                                                               |
| Robert  | Cooper   | Asistencia a los rebeldes.                                                                             |
| Dennis  | Ryan     | Asistencia a los rebeldes.                                                                             |
| Bryan   | Spaldon  | Emancipist. También sancionado con tantos latigazos como podría aguantar sin poner su vida en peligro. |
| Bryan   | Riley    | Emancipist. También sancionado con tantos latigazos como podría aguantar sin poner su vida en peligro. |

A treinta y cuatro fueron se les colocaron grilletes hasta disponder de ellos. No se sabe si alguno, o todos ellos, fueron enviados a Coal River.
| Nombre   | Apellido  |
| Owen     | Black     |
| Thomas   | Brodrick  |
| Brien    | Burne     |
| Thomas   | Burne     |
| Jonothan | Butler    |
| Jonothan | Campbell  |
| William  | Cardell   |
| Nicholas | Carty     |
| Thomas   | Connel    |
| James    | Cramer    |
| Peter    | Garey     |
| Andrew   | Coss      |
| James    | Cullen    |
| William  | Day       |
| James    | Duffy     |
| Thomas   | Gorman    |
| Edward   | Griffin   |
| Jonothan | Griffin   |
| James    | Higgans   |
| Thomas   | Kelly     |
| Jonothan | Moore     |
| Edward   | Nail      |
| Douglas  | Hartigan  |
| Peter    | Magarth   |
| Jonothan | Malony    |
| Joseph   | McLouglin |
| Jonothan | Reilley   |
| Jonothan | Roberts   |
| Anthony  | Rowson    |
| George   | Russell   |
| Richard  | Thompson  |
| Jonothan | Tucker    |
| James    | Turoney   |

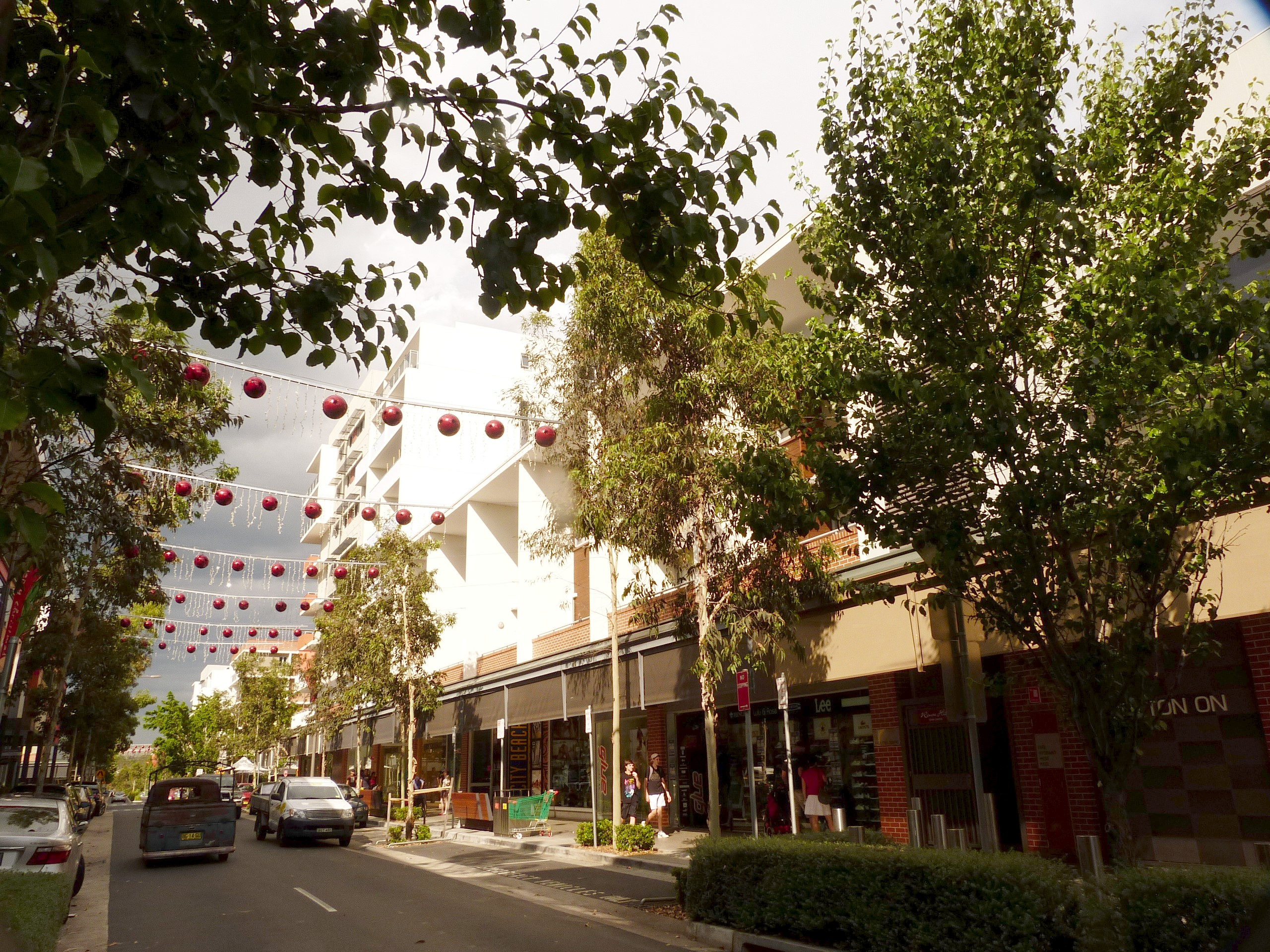
Rouse Hill Town Centre
Main Street

A los rebeldes restantes, así como otros sospechosos, se les permitió regresar a sus lugares de trabajo.
El lugar de la batalla se cree que está cerca del Rouse Hill Regional Town Centre (un centro comercial en expansión). 'La Granja del Gobierno en Castle Hill" se añadió en marzo del año 1986 con el Registro de Australia del Estado Nacional (ID Plaza: 2964), un lugar especial de importancia internacional destinado a ocupar más de 60 hectáreas en Australia. El desarrollo residencial, incluidas las transacciones de tierras dudosas, ha disminuido considerablemente en el área de la prisión de la ciudad. Menos de 0.2 km² (19 hectáreas) se han mantenido sin desarrollar y conservado como el Castle Hill Heritage Park (2004). Hay una escultura cerca del lugar de la batalla en el cementerio de Castlebrook que conmemora el sacrificio. Sin embargo, existe cierto debate en cuanto en dónde la batalla ocurrió realmente.
El Bicentenario de la rebelión fue conmemorado en el año 2004, con gran variedad de eventos.

## En la pantalla

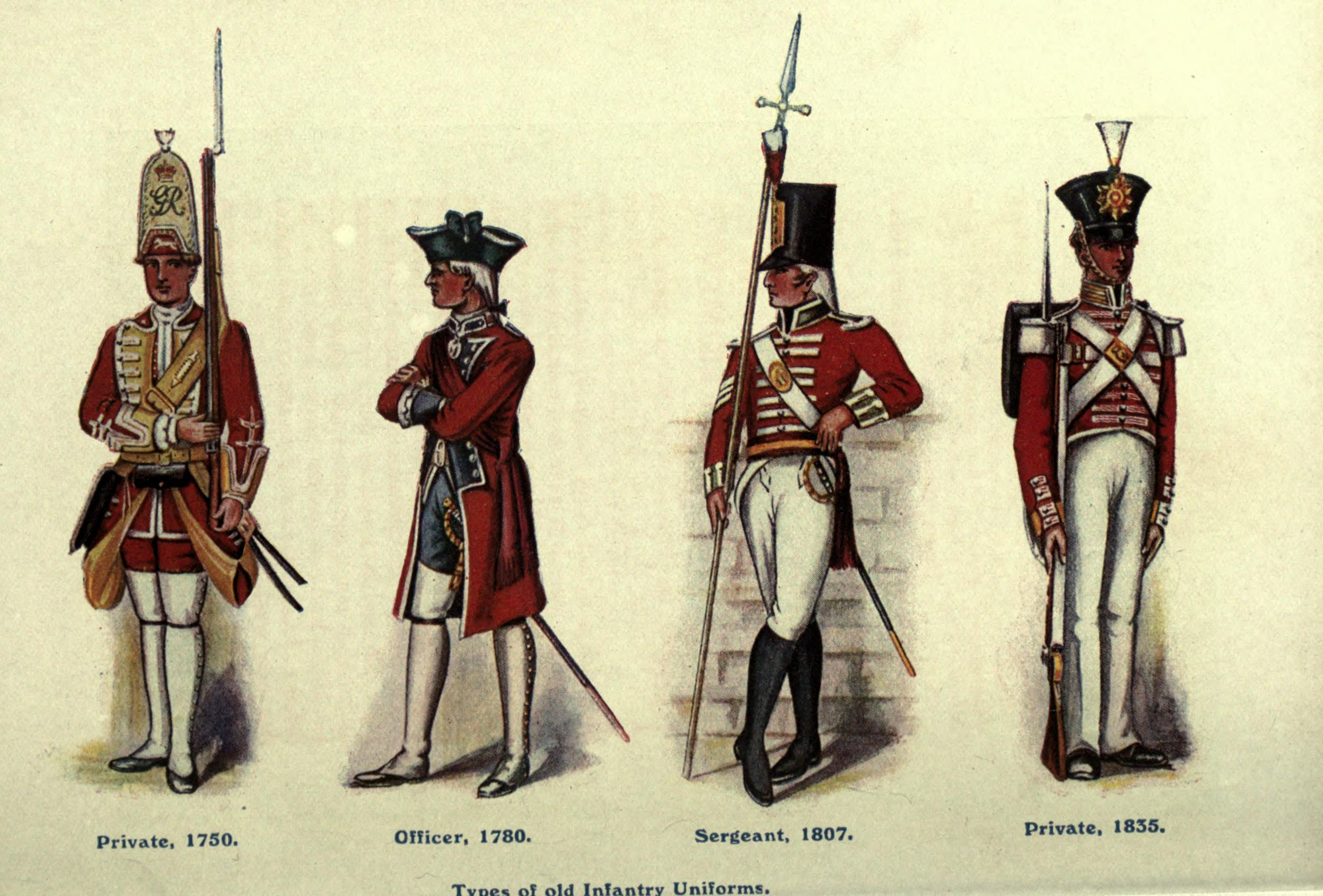
Tipos de antiguos uniformes de la infantería del ejército británico. 1750 - 1835.

Una serie de TV australiana de 1978, Against the Wind, (Contra el viento), incluye una dramatización sobre dos episodios de la preparación y de la última derrota de la rebelión.
La recreación en el año 2004 fue significativa en las cifras exactas de los que fueron reclutados para formar a los rebeldes, la milicia y los Casacas Rojas (militares). El evento se llevó a cabo en las proximidades del original y en un paisaje muy similar. Fue este evento que ha causado muchas responsabilidades históricas para ser revisadas a la luz de este ejercicio a gran escala que duró dos años en la planificación. Sólo fue posible con el apoyo de Blacktown y los Consejos de Hawkesbury, como Baulkham Hills Consejo se negó a participar, sin embargo, asumió la responsabilidad de los acontecimientos en la Granja de Gobierno situada en Castle Hill.
La recreación fue cubierta por la ABC.